# Marbachtal (Landschaftsschutzgebiet)
Das Landschaftsschutzgebiet Marbachtal ist ein mit Verordnung der Unteren Naturschutzbehörde beim Landratsamt Esslingen vom 13. Januar 1978 ausgewiesenes Landschaftsschutzgebiet (LSG-Nummer 1.16.060) auf dem Gebiet der Stadt Nürtingen und der Gemeinde Oberboihingen.

## Lage und Beschreibung
Das 98 Hektar große Gebiet liegt zwischen Reudern und dem Neckartal und gehört naturräumlich zum Mittleren Albvorland. Es liegt südlich der Gemeinde Oberboihingen und westlich des Nürtinger Stadtteils Reudern.
Der Marbach bildet auf seinem kurzen Lauf von Reudern bis zum Neckar auf knapp 100 Metern Höhenunterschied deutlich ausgeprägte Gelände- und Gesteinsstufen im Knollenmergelhang des Neckartals. Kleinere Strauchgruppen auf Hangabbrüchen mit Quellaustritten, Heckenzüge und Feldgehölze beleben das Landschaftsbild.

## Schutzzweck
Wesentlicher Schutzzweck ist gemäß Schutzgebietsverordnung die Erhaltung der Grünzone zwischen den Ortslagen von Oberboihingen und Nürtingen als ökologische Ausgleichsfläche und Naherholungsgebiet und die Bewahrung der charakteristischen Nutzung in Form des Streuobstbaues.